# H.Thimmapura, Kadur
H.Thimmapura là một làng thuộc tehsil Kadur, huyện Chikmagalur, bang Karnataka, Ấn Độ.